# Chiprovtsi
Chiprovtsi (en búlgaro: Чипровци) es una ciudad de Bulgaria en la provincia de Montana.

## Geografía
Se encuentra a una altitud de 488 m s. n. m. a 131 km de la capital nacional, Sofía.

## Demografía
Según estimación 2012 contaba con una población de 1 917 habitantes.
|         | 2004  | 2005  | 2006  | 2007  | 2008  | 2009  | 2010  | 2011 |
| Mujeres | 1 097 | 1 058 | 1 028 | 1 006 | 979   | 963   | 947   | 934  |
| Varones | 1 045 | 1 004 | 982   | 956   | 935   | 908   | 915   | 905  |
| Total   | 2 142 | 2 062 | 2 010 | 1 962 | 1 914 | 1 871 | 1 862 | 1839 |